# 岡本啓 (詩人)
岡本 啓（おかもと けい、1983年 - ）は、日本の詩人。

## 経歴
宮城県仙台市出身。東京大学卒業。27歳から詩作を開始。宇宙鉱物学の研究者である妻の赴任先だったワシントンDC滞在中に「現代詩手帖」へ毎月1篇ずつ投稿した詩で、2014年に第52回現代詩手帖賞受賞。帰国後、第１詩集『グラフィティ』を上梓。2015年、同詩集にて第20回中原中也賞、第65回Ｈ氏賞受賞。2017年、第２詩集『絶景ノート』を上梓。2017年、同詩集にて第25回萩原朔太郎賞受賞。その時点では京都府在住だったが、2022年時点では東京都在住。

## 受賞歴
- 2014年、第52回現代詩手帖賞を受賞。
- 2015年、『グラフィティ』で第20回中原中也賞、第65回H氏賞を受賞。
- 2017年、『絶景ノート』で第25回萩原朔太郎賞を受賞。

## 作品リスト
- 『グラフィティ』思潮社、2014年11月
- 『絶景ノート』思潮社、2017年8月
- 『ざわめきのなかわらいころげよ』思潮社、2020年12月